# Bacil

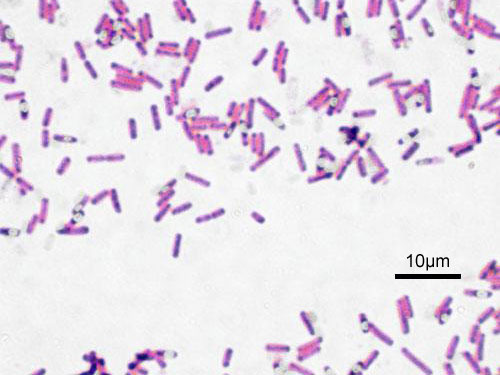
Cultură de bacterii Bacillus subtilis văzută la microscop

Bacilii sunt bacterii în formă de cilindru rotunjit la capete. Bacilul este una din formele cele mai frecvente ale bacteriei, cealaltă fiind cocul. Bacilii includ familiile Bacillus, Enterobacteriacee etc.
Bacilii se prezintă izolați, grupați, câte doi, cap la cap (diplobacili) sau în lanț (streptobacili).
În ciclul lor de dezvoltare, bacilii au un stadiu de rezistență (formează spori).
Majoritatea speciilor sunt saprofite (exemple: Bacillus subtilis, Bacillus mycoides), câteva sunt patogene (ca Bacillus anthracis).